# Státní znak Monaka
Státní znak Monaka je rodový knížecí erb domu Grimaldi. Štít, routovaný stříbrně a červeně a ovinutý řetězem Řádu sv. Karla, položený na červený plášť, podšitý hermelínem a převýšení knížecí korunou (fakticky jde o královskou korunu).  
Štítonoši jsou dva bratři minorité (Frères Mineurs), vlasatí, vousatí a obutí, každý třímá v ruce tasený meč, pod nimi je stuha s latinským heslem: DEO JUVANTE (česky S pomocí Boží).
Podle Siebmacheru i podle Lexikonu vlajek a znaků byl v 19. století plášť modrý. Siebmacher nadto uvádí a zobrazuje rovněž přílbu s klenotem rodu Grimaldi: zlatou (podle starších vyobrazení zlato-červeně polcenou) lilii v zeleném vavřínovém věnci nebo mezi dvěma zkříženými vavřínovými ratolestmi.
Štítonoši jsou vlastně mluvicí znamení (v italštině, rodném jazyce původních janovských Grimaldiů, znamená "Il monaco" mnich). Mají připomínat historickou či legendární událost – dobytí Monaka roku 1297 Franceskem Grimaldim a jeho společníky, kteří se převlekli do mnišských hábitů.
Existuje i varianta, kde namísto dvou mnichů jsou štítonoši dva trubači ve stejnokroji knížecích karabiníků. V této podobě bývá znak zobrazen na mezinárodních poznávacích značkách Monaka (MC).